# Întâlnirea (pictură de Courbet)
Întâlnirea sau Bună ziua, domnule Courbet este o pictură în ulei pe pânză realizată de Gustave Courbet în 1854. Îl înfățișează pe artist pe drumul spre Montpellier, întâlnindu-se cu patronul său Alfred Bruyas, cu servitorul său, Calas și cu câinele acestuia. Este una dintre cele mai emblematice lucrări ale artistului, precum și una dintre cele mai populare lucrări ale sale. Compoziția se bazează pe mitul Evreului rătăcitor.

## Istorie și descriere
Pictura a fost comandată de Alfred Bruyas lui Gustave Courbet. Această lucrare imortalizează sosirea lui Gustave Courbet la Montpellier în 1854. De asemenea, reprezintă întâlnirea pictorului cu cel care îi va deveni patron, Alfred Bruyas. Tabloul este inspirat de o gravură populară realizată de Pierre Leloup du Mans în 1831, numită Burghezul din oraș vorbind cu evreul rătăcitor. Întâlnirea a fost expusă la Paris, la Expoziția Universală din 1855, unde criticii au ridiculizat-o ca fiind „Bonjour, Monsieur Courbet”. Bruyas nu a mai expus Întâlnirea până când nu a donat-o Muzeului Fabre din Montpellier în 1868.
Lucrarea înfățișează scena care se petrece pe un drum între Saint-Jean de Védas și Mireval, când Alfred Bruyas, colecționar mecena, însoțit de valetul și câinele său, se întâlnește cu Courbet. În mod surprinzător, artistul se reprezintă pe sine la același nivel cu protectorul său. El apare chiar mândru și robust, în timp ce acesta din urmă este înfățișat ca fiind slab și îndesat.